# Regionalpark Rosengarten

Das Logo des Regionalparks

Der Regionalpark Rosengarten ist ein länderübergreifender Regionalpark auf dem Gebiet der Freien und Hansestadt Hamburg sowie angrenzender Kommunen des Landes Niedersachsen.
Als Trägerverein wurde der Regionalpark Rosengarten e. V. im Jahre 2008 von der Freien und Hansestadt Hamburg, dem Bezirksamt Hamburg-Harburg, dem Landkreis Harburg (Niedersachsen), der Stadt Buchholz in der Nordheide, der Gemeinde Rosengarten, der Gemeinde Neu Wulmstorf, der Samtgemeinde Hollenstedt und ihren sechs Mitgliedsgemeinden, dem Wildpark Schwarze Berge und dem Freilichtmuseum am Kiekeberg gegründet. Das Gebiet umfasst damit die Harburger Berge und die angrenzenden Gemeinden. Inzwischen gehört auch die Gemeinde Seevetal zu den Mitgliedern.

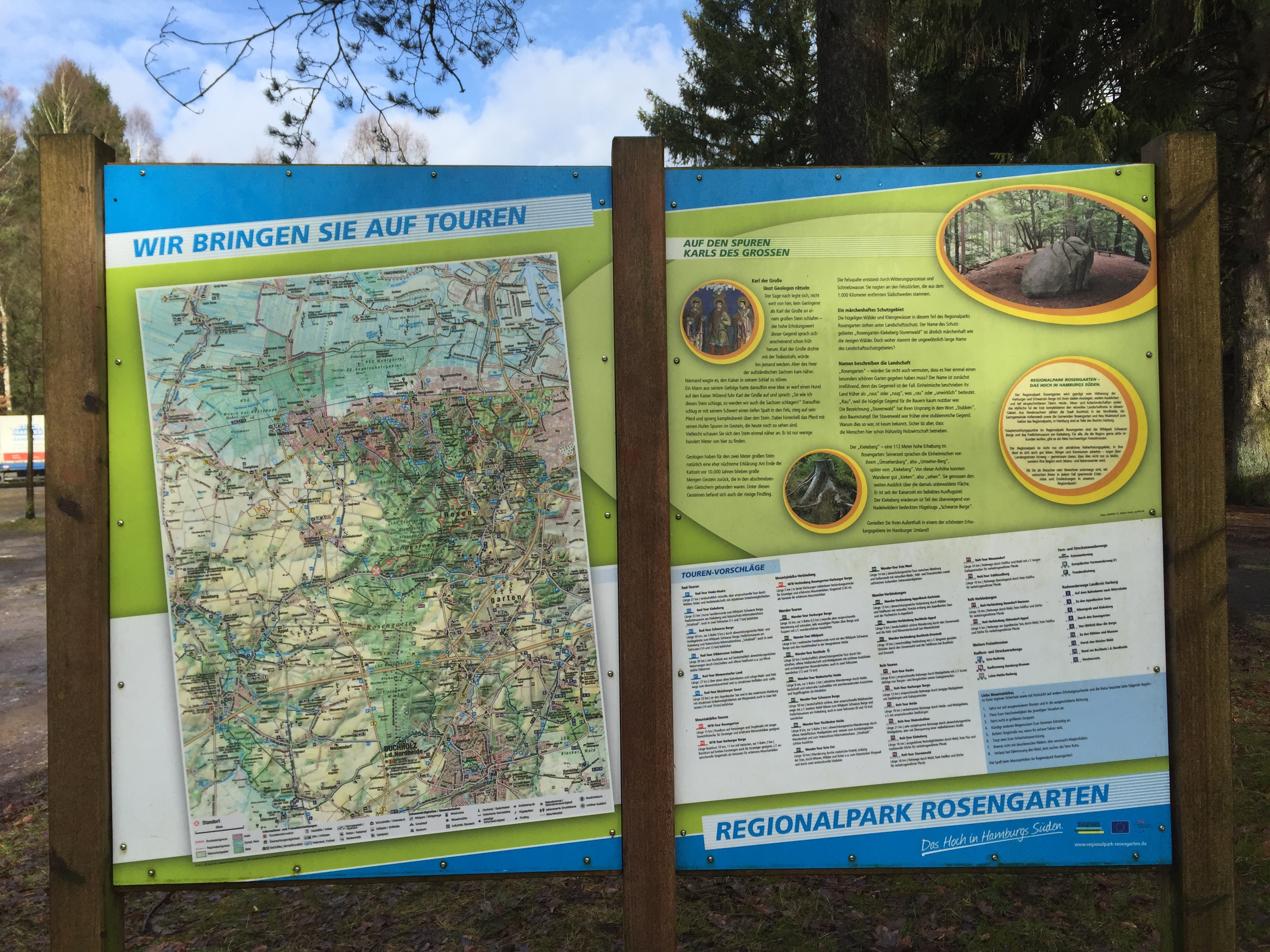
Eine der zahlreichen Infotafeln (Rastplatz Karlstein)

Der Regionalpark wurde als ILE-Region mit einem Integrierten Ländlichen Entwicklungskonzept (ILEK) unter Beteiligung örtlicher Akteure (Einwohner, Vereine und Verbände, Unternehmen und Behörden) vor dem Hintergrund der EU-Förderperiode 2007–2013 gebildet.
Vom Trägerverein wurde ein Regionalpark-Management zur Realisierung der Ziele eingerichtet.
Der Verein verfolgt lt. Satzung dabei folgende Ziele:
- die Naherholungs-, Lebens- und Standortqualität erhöhen,
- Natur und Landschaft erhalten, entwickeln und in Wert setzen,
- regionale Entwicklung unterstützen,
- regionale Identität fördern,
- Stadt und Umland verbinden, über kommunale, sektorale und Ländergrenzen hinweg zusammenarbeiten,
- den Regionalpark als innovative und familienfreundliche Premiumregion profilieren,
- kulturelles Erbe, Denkmalschutz- und Denkmalpflege,
- Heimatpflege und Heimatkunde.